# Junkers Jumo 207
A Jumo 207 a második világháború alatt a németországi Junkers repülőgépgyár által gyártott német magassági repülőgép-dízelmotor volt. A típus 6 hengeres soros motor volt, 16,6 literes lökettérfogattal. A korai verziók felszállóteljesítménye 880 lóerő volt

## Jellemzők
A típus alapvetően egy kétütemű dízelmotor volt. A kétütemű motorok általában nagyobb teljesítményűek, mint egy azonos lökettérfogatú vagy tömegű négyütemű motor. Ennek az az oka, hogy a kétütemű motorok esetén minden második ütemben, vagyis minden fordulat során van munkaütem, míg a négyütemű motorok esetében csak minden negyedik ütemben van munkavégzés.
Egy másik jellemzője a típusnak az volt, hogy ellendugattyús volt. Ez azt jelentette, hogy a hengerben két dugattyú egymással szemben mozogva nyomta össze a levegő-dízel keveréket. Ennek következtében a 6 hengeres motornak 12 dugattyúja volt.
A dízelmotorok emellett üzemanyag-takarékosabbak, mint a benzinmotorok, aminek a termodinamikai hatásfok az oka.
A dízelmotoroknak viszont van hátrányuk is a benzinmotorokhoz képest: a dízelmotorok esetében a maga a keverék égésének a folyamata egy jóval erőteljesebb folyamat, mint a benzinmotorok esetében. Emellett a dízelmotorok esetében nagyobb nyomáson és hőmérsékleten rajlik ez a folyamat. Ezért a dízelmotorok alkatrészeit jóval erősebbre kell méretezni, hogy ennek a hatását kibírják, ami nagyobb tömeget jelent.

## Feltöltés
A Jumo 207 kiemelkedő jellemzője volt, hogy a feltöltő-rendszere nagyon fejlettnek számított. Ennek az volt az oka, hogy a motor feltöltő-rendszere kétlépcsős (kétfokozatú) volt, amiből az egyik fokozat turbófeltöltő volt.
A feltöltő-rendszer emellett rendelkezett egy visszahűtővel is. Ennek az volt a funkciója, hogy a feltöltés révén felmelegedett levegőt visszahűtse. Ez lehetővé tette, hogy a hengerekbe nagy magasságon is nagy nyomással töltsék a levegőt.
A típus egyes verziót emellett ellátták GM-1 teljesítményfokozó-rendszerrel is, ami dinitrogén-oxidot (közismertebb nevén nitrót) fecskendezett a motorba. Ez tovább növelte a kifejthető teljesítményt.

## Alkalmazás
A típus legjellegzetesebb alkalmazása a Luftwaffe Ju 86-os repülőgépének a magassági felderítő verziói voltak. A 207-essel hajtott magassági felderítőgépek képesek voltak folyamatosan 12 ezer méteres repülési magasságban haladni, ahol sem a légvédelmi tüzérség, sem pedig a brit vadászgépek nem érhették azokat el. Ennek következtében a típust 1942-ig a brit haderő által ellenőrzött terültek felderítésére használták.
A Junkers-féle repülőgép-dízelmotorok a 20. század legsikeresebb motorjai közé tartoztak a kategóriájukban. A repülőgépmotorok között még a sugárhajtóművek alkalmazása előtt is kevés sikeres dízeles típus volt, utána pedig még kevésbé fordultak elő.